# Nesoryzomys swarthi
Nesoryzomys swarthi és una espècie de mamífer rosegador de la família dels cricètids. És endèmic de les illes Galápagos (Equador). Es tracta d'un animal nocturn. Els seus hàbitats naturals són els boscos i matollars secs de plana amb abundància de cactus Opuntia galapageia. Està amenaçat per la introducció d'espècies exòtiques, com ara la rata negra i el ratolí domèstic, a l'arxipèlag.